# Línguas oficiais da Organização das Nações Unidas
As línguas oficiais das Nações Unidas são seis línguas utilizadas em reuniões da ONU e no qual a ONU escreve todos seus documentos oficiais.
Para as Nações Unidas selecionar uma língua para ser oficial, uma majoritária dos 193 membros necessitam votar em seu favor. Depois o(s) país(es) da nova língua oficializada ajudar financeiramente apoiar a tradução e serviços de interpretação. Da seis línguas, quatro são as línguas oficiais ou nacionais dos membros permanentes no Conselho de Segurança:
- Chinês (mandarim em caracteres chineses simplificados) – língua oficial da República Popular da China.[3]
- Inglês – língua franca moderna e majoritária ou oficial em 58 países e 31 territórios não-soberanos, especialmente estes dentro da Commonwealth of Nations.

- Francês – língua veicular da diplomacia e língua oficial de 29 nações soberanas.

- Russo – língua oficial da Federação Russa e língua franca na "russosfera".

Enquanto as duas línguas remanescentes são oficiais devido ao grande número de falantes delas:
- Árabe (Árabe Padrão Moderno) – língua oficial ou de fato língua nacional de vários países no Médio Oriente e África do Norte e usado no Mundo Árabe.

- Castelhano – devido ser a oficial ou de facto em 20 nações soberadas e Porto Rico (Estados Unidos).

## Descrição
Essas línguas são utilizadas em reuniões dos vários órgãos da ONU, em particular na Assembleia Geral (Artigo 51 do regimento) e no Conselho de segurança (artigo 41.º do seu Regimento). Cada representante de um país pode falar em qualquer um desses seis idiomas ou pode falar em qualquer idioma e fornecer interpretação para um dos seis idiomas oficiais. A ONU fornece tradução simultânea do idioma oficial para os outros cinco idiomas oficiais, por meio do Serviço de Interpretação das Nações Unidas. 
As seis línguas oficiais são também utilizadas para a disseminação de documentos oficiais. Enquanto Geralmente, os textos nas seis línguas devem ser autênticos da mesma forma. Isso pode representar alguns problemas de interpretação, particularmente a Resolução 242 do Conselho de Segurança, sobre os Territórios palestinianos ocupados por Israel.
As seis línguas oficiais também são utilizadas para a disseminação de documentos oficiais. Geralmente, os textos em cada um dos seis idiomas são igualmente confidenciais. Majoritariamente os conselhos da ONU usa todos os seis idiomas como idiomas oficiais e de trabalho; no entanto, a partir de 2023, o Secretariado das Nações Unidas usa apenas dois idiomas de trabalho : Inglês e Francês.
As seis línguas oficiais faladas na ONU são a primeira ou a segunda língua de 2,8 bilhões de pessoas no planeta, menos da metade da população mundial. As seis línguas são línguas oficiais em quase dois terços dos estados membros das Nações Unidas (mais de 120 estados).
Inglês
Francês 
Castelhano
Russo
Mandarim
Árabe

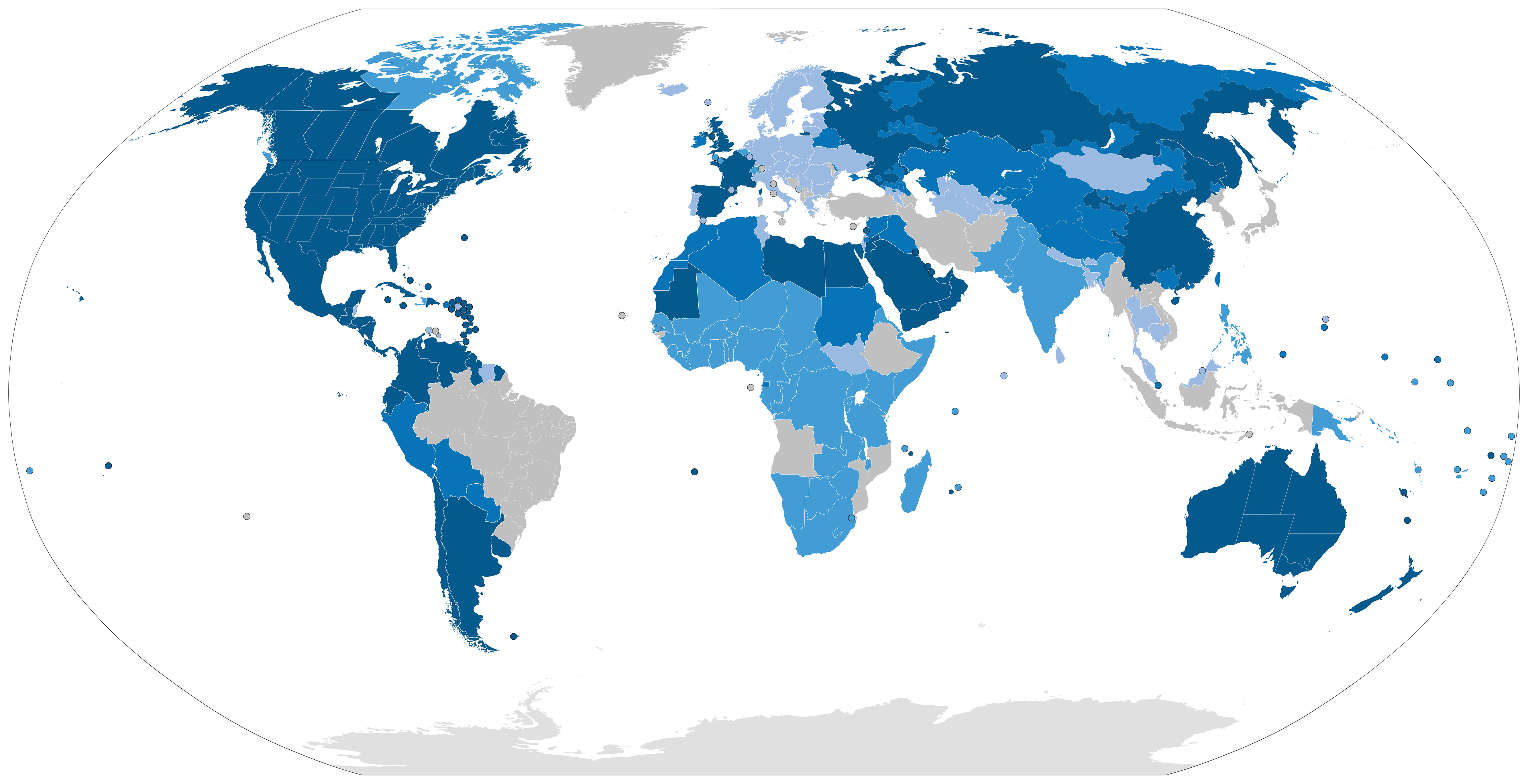

Línguas Mescladas, 40% da população mundial.

## Representatividade das línguas
As seis línguas oficiais faladas na ONU são a língua materna ou segunda língua de 2,8 bilhões de pessoas no planeta, ou seja, quase 40% da população mundial. Elas são uma das línguas oficiais de mais de metade dos Estados do mundo (uma centena).
Entre as línguas mais faladas no mundo, o hindi (2a) e o português (5a) não são línguas oficiais da ONU por enquanto. As muitas variantes que constituem o hindustani dificultam o seu reconhecimento como língua oficial. O hindustani também pode ser muito limitado no espaço global.

## UN News
A partir de Junho de 2018, o ramo de mídia das Nações Unidas, UN News                         
(https://news.un.org), inclui traduções de website para Hindi, Português e Suaíli na adição a 6 línguas. Outros documentos da ONU e websites são também traduzido para Bengali (refere-se como Bangla), Criolo Francês, Indonésio/Malaio, Turco, e Urdu, mas não em uma base consistente ou oficial.

### Hindi

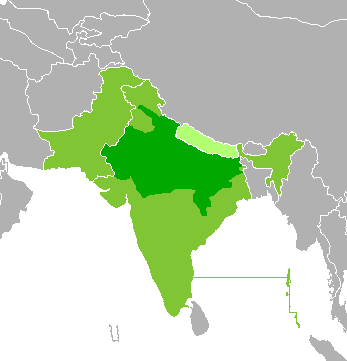

### Bengali

## Línguas propostas

### Português

Países que têm o Português como língua materna ou oficial.

Bandeira da Comunidade dos Países de Língua Portuguesa (CPLP)

O português é a sexta língua mais falada no mundo, vários lusófonos defendem um maior reconhecimento da sua língua, no qual é amplamente falada entre quatro continentes: na Europa (Portugal), América (Brasil), África (Angola, Moçambique, Cabo Verde, Guiné-Bissau, São Tomé e Príncipe) e na Ásia (Timor-Leste, Macau, Goa). Esta é uma língua oficial em dez países
Em 2008, o presidente de Portugal anunciou que então oito líderes da Comunidade dos Países de Língua Portuguesa (CPLP) têm concordado tomar as medidas necessárias para fazer o português uma língua oficial. O braço de comunicações da ONU, UN News, sempre inclui traduções para o português. 

### Malaio/Indonésio

### Suaíli

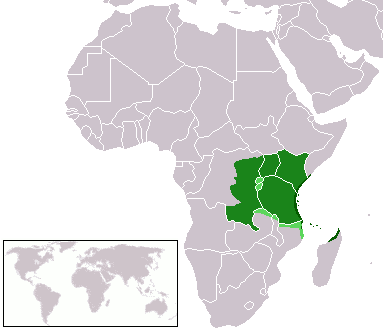

### Turco
